# Потрываев, Пётр Петрович
Пётр Петрович Потрываев (21 февраля 1956, Рубцовск, Алтайский край) — советский, российский футболист, полузащитник. Мастер спорта СССР.
Воспитанник рубцовского «Алтайца», играл за «Алтаец» (1973), «Вымпел» (1977—1979), Торпедо (Рубцовск) (1977, 1980—1993). В 1993 — играющий тренер «Торпедо», с 1994 работает тренером команды.
В 1986 и 1989 годах приглашался в состав барнаульского «Динамо» и оба раза делал выбор остаться в родном клубе, являясь его лидером и капитаном.
Рекордсмен «Торпедо» по числу проведённых матчей в первенстве СССР и России (363), сезонов (15) и забитых мячей (96).
Рекордсмен среди всех российских футболистов, принимавших участие в кубках РСФСР — 20 забитых мячей в 32 проведённых матчах.
В 1993 году барнаульский статистик Анатолий Сапожников уговаривал Потрываева продлить карьеру, чтобы тот забил 100 мячей в первенствах страны, но к тому времени ему 37 лет, и он закончил карьеру игрока, перейдя на тренерскую работу в клубе.
Глава федерации футбола Рубцовска.